# Tremble All You Want
Tremble All You Want (Originaltitel: Katte ni furuetero) ist eine romantische Komödie der japanischen Regisseurin Akiko Ōku aus dem Jahr 2017. Der Film basiert auf dem gleichnamigen Roman von Risa Wataya aus dem Jahr 2010. Tremble All You Want feierte Weltpremiere am 30. Oktober 2017 auf dem Tokyo International Film Festival und wurde dort mit dem Publikumspreis ausgezeichnet. Am 23. Dezember 2017 startete der Film regulär in den japanischen Kinos. Deutschlandpremiere feierte der Film am 30. Mai 2018 auf der Nippon Connection.

## Handlung
Yoshika ist eine clevere, 24-jährige Buchhalterin, die noch nie in ihrem Leben geküsst hat. Sie arbeitet sehr lange. Ihre Freizeit verbringt sie im Internet auf Wikipedia und informiert sich dort vor allem über ausgestorbene Tiere. Ansonsten stellt sie sich Unterhaltungen mit echten Menschen vor und träumt von ihrem Schulschwarm, den sie Ichi (Nr. 1) nennt. Sie plant ein Klassentreffen in der Hoffnung, sein Herz zu gewinnen. Doch plötzlich gesteht ihr emotionsgeladener Kollege, den sie Ni (Nr. 2) nennt, ihr seine Liebe.

## Rezeption
Mayu Matsuoka wurde für ihre Leistung als beste Hauptdarstellerin bei den 42. japanischen Academy Awards nominiert. Der Film erhielt überwiegend positive Kritiken.

## Galerie
Fotos der Regisseurin und der Besetzung von der Eröffnungsfeier des Tokyo International Film Festivals 2017.

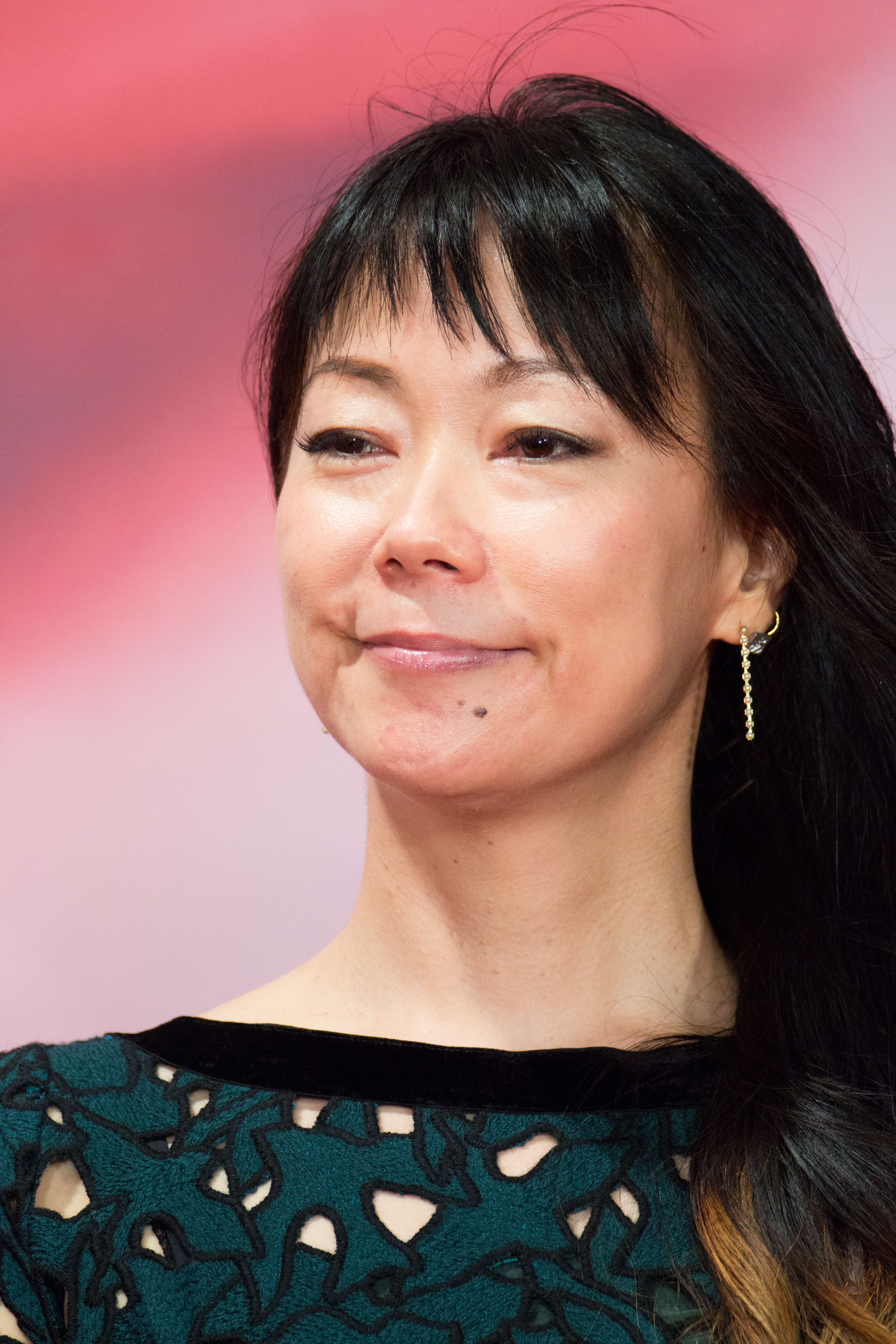
Regisseurin Akiko Ōku
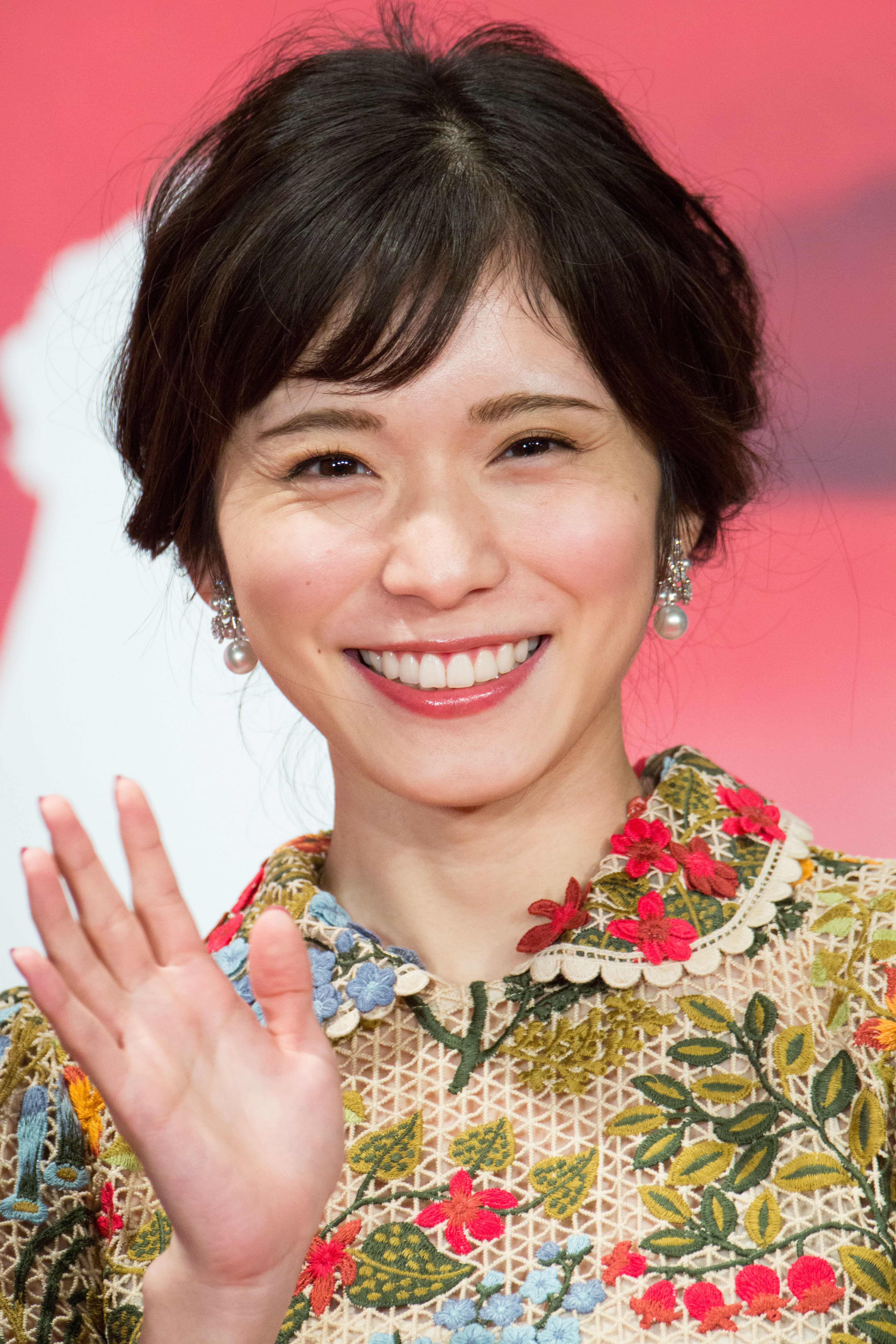
Mayu Matsuoka
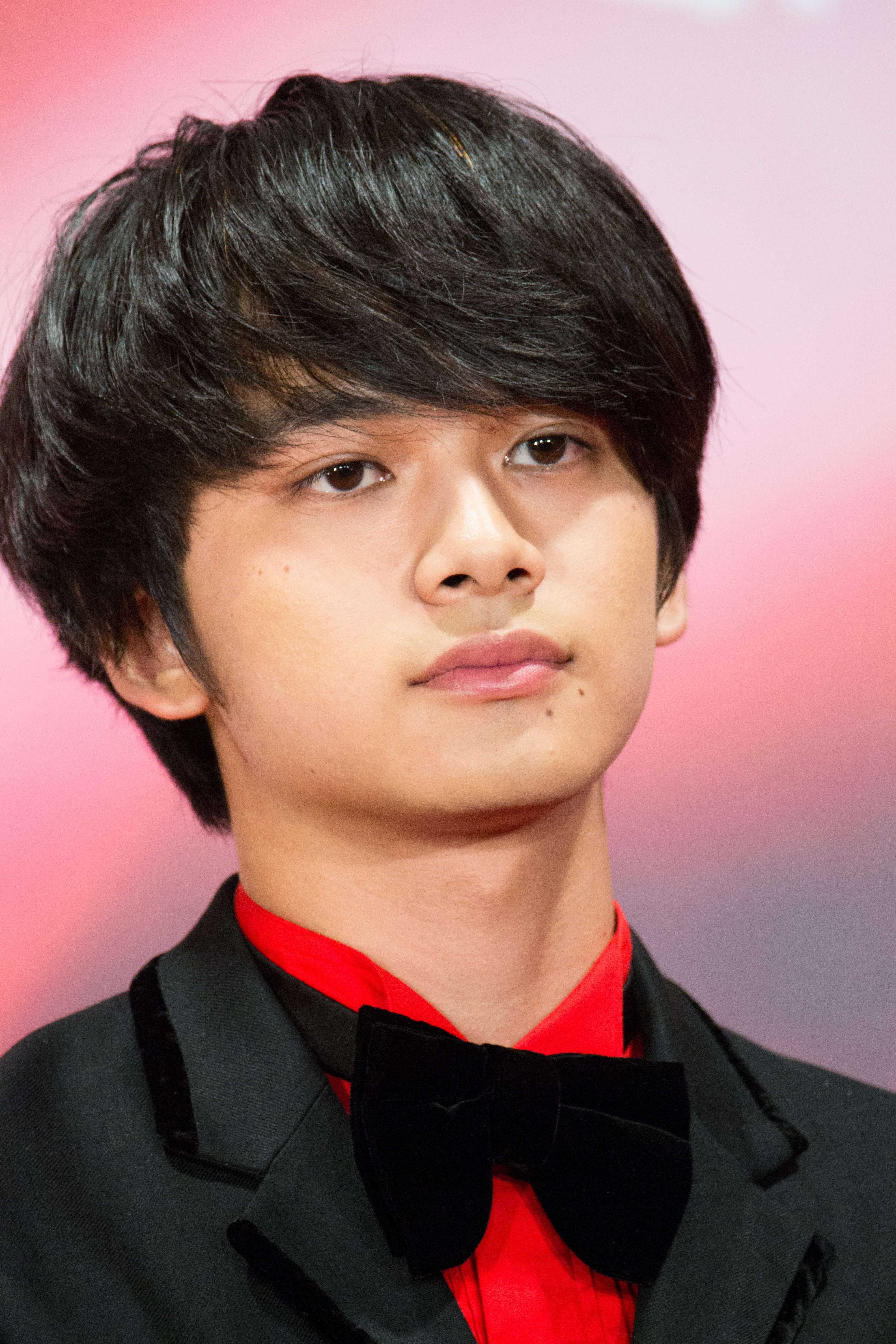
Takumi Kitamura
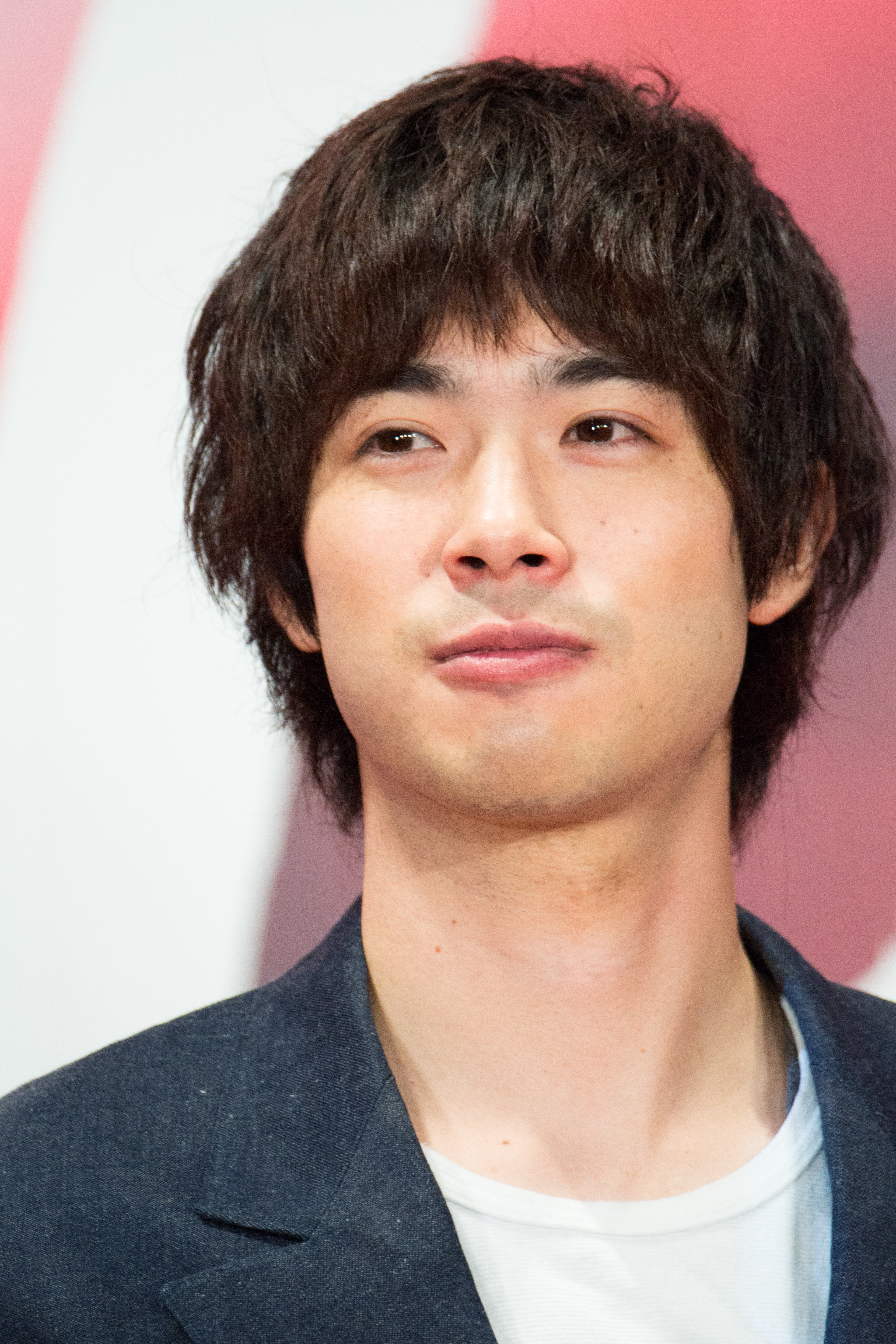
Daichi Watanabe
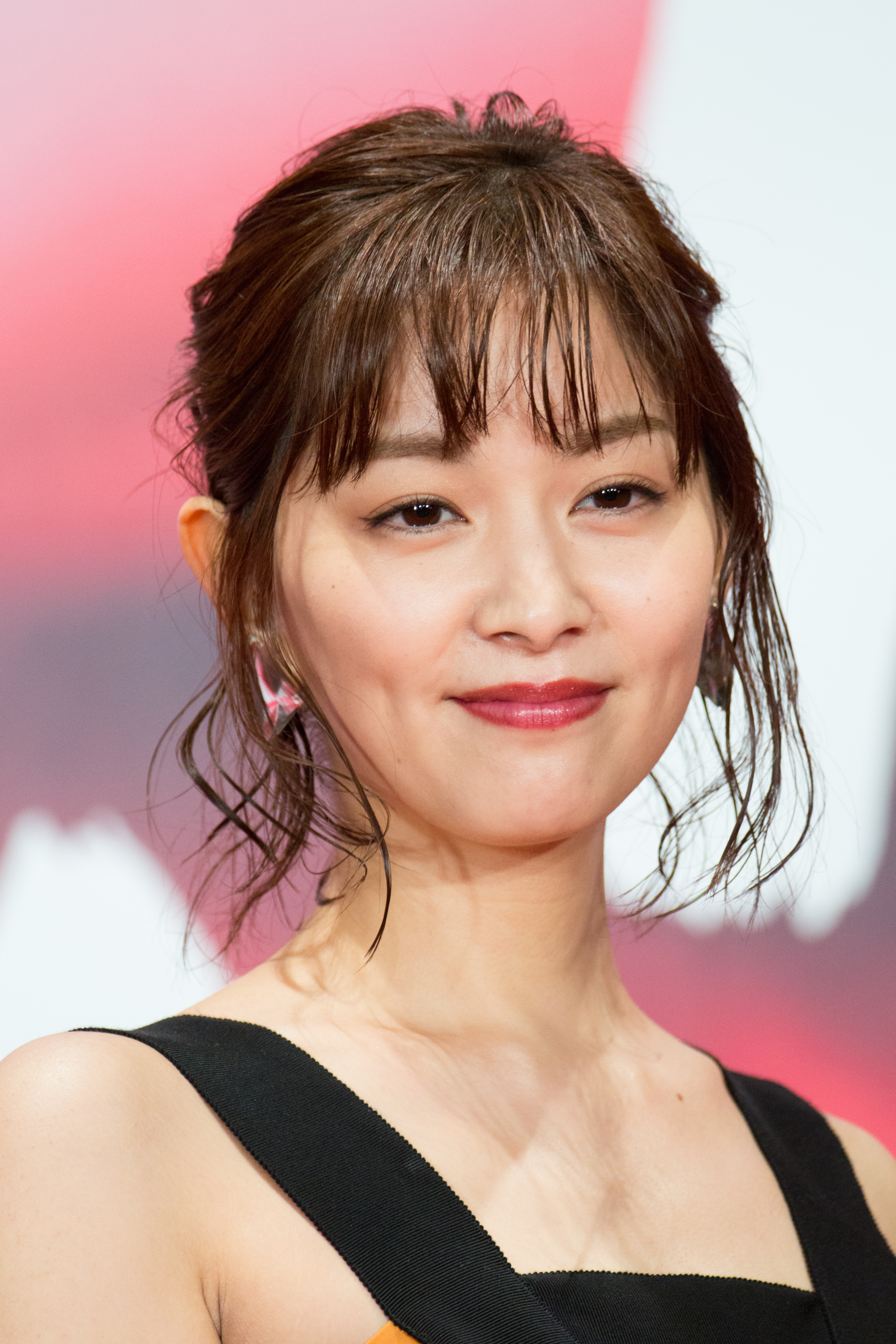
Anna Ishibashi